# Born Under a Bad Sign
"Born Under a Bad Sign" är en sång från 2009 av Moneybrother. Den finns med på dennes femte studioalbum Real Control (2009), men utgavs också som singel samma år. Låten är skriven av Moneybrother och Björn Yttling, producerad av Yttling och utgiven på Hacka Skivindustri.

## Låtlista
1. "Born Under a Bad Sign" - 3:49

## Listplaceringar
| Lista (2009) | Topplacering |
| ------------ | ------------ |
| Sverige      | 52           |

### Fotnoter
1. ↑  ”Real Control”. Discogs.com. http://www.discogs.com/Moneybrother-Real-Control/release/2861448. Läst 18 maj 2012.
2. ↑  ”Moneybrother”. Svensk mediedatabas. http://smdb.kb.se/catalog/search?q=born+under+a+bad+sign&sort=NEWEST. Läst 18 maj 2012.
3. ↑  Placeringar på den svenska singellistan